# Slag bij Merida (429)
De Slag bij Merida vond plaats in mei 429 tussen de Vandalen en de Sueven. De Vandalen werd aangevoerd door koning Geiserik en behaalden de overwinning.

## Achtergrond
Volgens de overlevering hadden de Vandalen voordat zij de oversteek waagden naar Africa, nog een oude rekening te vereffenen met de Sueven. Vanaf het begin van de vestiging in Spanje in 409 was er steeds een grote mate van rivaliteit geweest tussen beide Germaanse volken, die elkaar haatten. 
In mei 429 trok Geiserik aan het hoofd van zijn leger op naar het grondgebied van zijn tegenstander, teneinde daar nog eens goed huis te houden. In de buurt van Emérita Augusti, het huidige Mérida trof hij het Suevische leger. Geiserik bracht de Sueven een gevoelige nederlaag toe en doodde daarbij hun aanvoerder Heremigarius. Daarna keerden de Vandalen terug en staken met schepen over naar Africa.

## Bron
- Ferdinand Lot, De Germaansche invasies. De versmelting van de Barbaarsche en Romeinsche wereld, Den Haag, 1939, pag. 93.